# Karl Kraus
(Karl Kraus, La muraglia cinese)
Karl Kraus (Jičín, 28 aprile 1874 – Vienna, 12 giugno 1936) è stato uno scrittore, giornalista, aforista, umorista, saggista, commediografo, poeta e autore satirico austriaco.
Viene generalmente considerato uno dei principali autori satirici di lingua tedesca del XX secolo, ed è noto specialmente per le sue critiche altamente ironiche e taglienti alla cultura, alla società, ai politici tedeschi e ai mass media.

## Biografia

### I primi anni di vita
Karl Kraus nacque a Jičín, in Boemia (al secolo una provincia autonoma dell'Impero austro-ungarico, attualmente parte della Repubblica Ceca), il 28 aprile del 1874 in un'agiata famiglia ebraica di lingua tedesca, figlio di Jacob Kraus, proprietario di una fabbrica di carta, e di Ernestine Kantor. Si trasferì con la famiglia a Vienna nel 1877, all'età di tre anni, dove crebbe e trascorse il resto della sua vita.
L'infanzia di Kraus rappresenta il terreno fertile su cui crebbe lo scrittore polemico e satirico; tre fattori essenziali ne determinarono presto l'identità: l'essere austriaco, l'essere ebreo e l'appartenenza ad una benestante famiglia borghese. È anche per la convivenza di questi tre elementi che Kraus divenne presto protagonista di una grande lotta contro il mondo e, tacitamente, contro se stesso. I suoi rapporti con la cultura ed il pensiero borghese furono, per esempio, molto contraddittori, e manifestati più o meno esplicitamente attraverso un odio nutrito verso una classe sociale che tuttavia non riuscì mai ad abbandonare.
Kraus era un bambino molto delicato, incline alla malattia, ed afflitto già durante la sua prima infanzia da evidenti sintomi di una scoliosi, nonché da miopia. Il suo più grande biografo, Paul Schick, ricorda come la madre si preoccupò sempre molto teneramente della sua salute, e come Kraus soffrì tremendamente dopo la sua prematura scomparsa, nel 1891.
Ciò che più di ogni altra cosa riuscì a risvegliare lo spirito critico e curioso di Kraus durante i suoi primi anni scolastici fu l'incontro con ciò che la sua famiglia non poteva e non avrebbe mai potuto offrirgli: l'arte, la poesia, la musica, il teatro. Come riconobbe anche Walter Benjamin, che scrisse copiosamente sulla vita e le opere di Kraus, furono proprio le poesie che Kraus trovò sui banchi di scuola a fornirgli un primo vero modello di scrittura creativa. Autori definiti talvolta ingenui, ma anche essenzialmente sinceri, che Kraus ricorderà e dai quali apprese il ritmo, il suono della parola.
Un secondo ma altresì importante ruolo, nell'accrescere l'interesse del giovane Kraus alla letteratura e alla critica in generale, è rintracciabile nelle figure di alcuni suoi professori, uomini spesso da lui considerati delle forme di vita onniscienti, modelli e cause di nuovi spunti critici. Paul Schick descrive come Kraus avesse una particolare attitudine nel sapere imitare il tono di voce dei suoi docenti e di come egli stesso più volte ricordi, quanto fosse divertente annotare i loro errori, durante le lezioni. Il professore che udì le prime riflessioni linguistiche di Kraus, timoroso di non sapere "addomesticare" la lingua tedesca, fu Heinrich Sedlmayer, che nell'anno 1887 fu il suo insegnante di tedesco.
Sempre durante i primi anni di scuola Kraus prese coscienza della "questione ebraica". Come tutti i suoi contemporanei, assistette al rigido sistema educativo absburgico che, predicando il principio di libertà religiosa, separava gli studenti ebrei da quelli cattolici durante le ore di religione. Kraus visse tali separazioni e l'obbligo di frequenza con grande imbarazzo. Ebbe contrasti con alcuni professori di origine ebraica particolarmente dogmatici e furono probabilmente quest'ultimi a scatenare in Kraus una forte inclinazione negativa verso la religione e criticherà nelle sue satire future l'innata capacità di alcuni docenti asburgici, nel "togliere quell'ultimo briciolo di auto-coscienza rimasta ai giudei dell'epoca".
In pochi anni Kraus si trovò ad essere uno studente modello, circondato da grandi sommosse; iniziò a riflettere come scuola e famiglia patriarcale fossero doveri e schemi prestabiliti, in un mondo che li ripugnava. Iniziò a vedere la corruzione e la falsità della politica nella lingua e nelle arti in genere.

### Gli esordi letterari
Nel 1892, Kraus si iscrisse alla facoltà di giurisprudenza di Vienna e iniziò la sua lunga collaborazione giornalistica. Nello stesso aprile, infatti, venne pubblicata sulla Wiener Literaturzeitung una sua recensione dell'opera teatrale I tessitori (Die Weber) del drammaturgo e scrittore tedesco Gerhart Hauptmann: fu la sua prima pubblicazione. Kraus tentò, infatti, persino una carriera teatrale proprio in quello stesso periodo, ma non riscosse alcun successo. Soffriva la rigidità delle materie giuridiche e decise presto di cambiare percorso di studio, passando ad aree più umanistiche e a lui congeniali, come germanistica e filosofia. Non portò mai a termine i suoi studi, ma iniziò proprio in quegli anni a instaurare nuove amicizie con i più noti letterati viennesi dell'epoca, a frequentare il noto Café Griensteidl, a scrivere numerosi articoli sulle più prestigiose riviste della città.

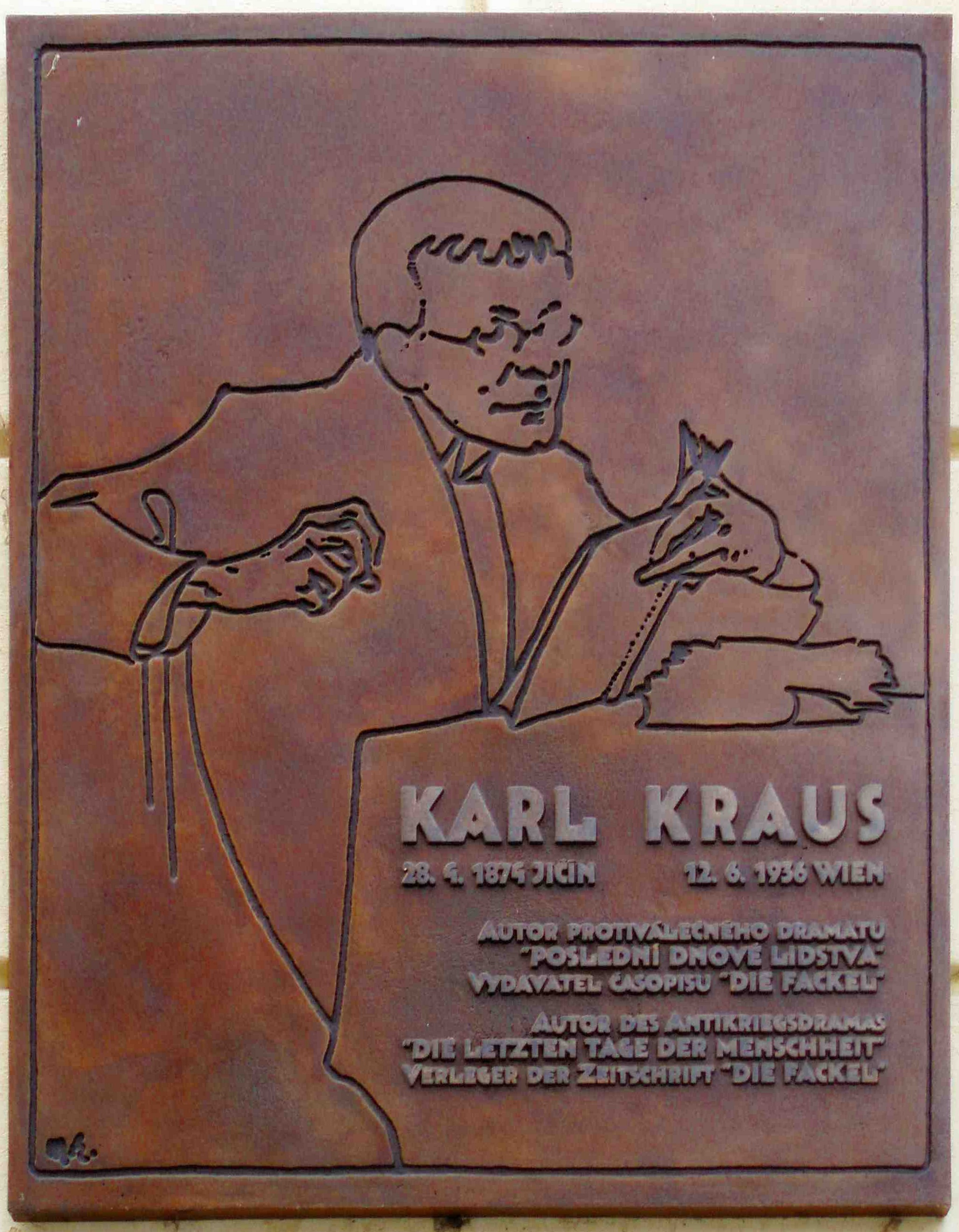
Targa in memoria di Karl Kraus

Le sue amicizie si trasformarono però molto presto in terribili bersagli di critica e satira, come dimostra la sconcertante pubblicazione di uno dei testi più provocatori e coraggiosi della Vienna di fine secolo: Die demolierte Literatur ("La letteratura demolita"), che scrisse nel 1896 in occasione dell'imminente demolizione del Café Griensteidl, ritrovo dei suoi ex compagni letterati. Fu con la pubblicazione di questo articolo, poi ristampato anche come singolo pamphlet, che iniziò il grande successo giornalistico di Kraus.
Dello sbeffeggiato gruppo di Jung Wien, facevano parte tra gli altri Peter Altenberg, Leopold Andrian, Hermann Bahr, Richard Beer-Hofmann, Felix Dörmann, Hugo von Hofmannsthal e Felix Salten. Dopo che, nel 1897, Kraus ruppe con questo gruppo in seguito al suo articolo di satira, venne nominato corrispondente per il quotidiano Breslauer Zeitung. L'anno successivo, come sostenitore non compromesso nella causa dell'assimilazione ebraica, attaccò con veemenza il sionista Theodor Herzl, con il suo polemico Eine Krone für Zion ("Una corona per Sion") del 1898: il suo feroce antisionismo lo portò a ricevere persino accuse di odiare il suo stesso popolo.

### La produzione successiva
(Karl Kraus, Detti e contraddetti)
Nel 1899 ripudiò la fede ebraica, e il 1º aprile di quello stesso anno pubblicò il primo numero della rivista satirica Die Fackel ("La Fiaccola"), da lui fondata e che continuò a dirigere, nonché a pubblicarvi i propri articoli, sino alla morte. Da qui lanciò i suoi attacchi all'ipocrisia morale e intellettuale, alla psicoanalisi, all'antropologia criminale di Cesare Lombroso, alla corruzione dell'Impero austro-ungarico, al movimento pangermanico, alle politiche economiche liberiste ed a molte altre tematiche.
Anche se agli inizi Die Fackel era simile a riviste come Weltbühne, si distinse in seguito per l'indipendenza editoriale di cui Kraus poteva godere grazie ai propri fondi. Nei primi dieci anni, contribuirono al giornale molti eminenti scrittori e artisti come Peter Altenberg, Richard Dehmel, Egon Friedell, Oskar Kokoschka, Else Lasker-Schüler, Adolf Loos, Heinrich Mann, Arnold Schönberg, August Strindberg, Georg Trakl, Frank Wedekind, Franz Werfel, Houston Stewart Chamberlain e Oscar Wilde. Dopo il 1911, tuttavia, Kraus ne divenne l'unico autore. Tra gli autori sostenuti da Kraus c'erano Peter Altenberg, Else Lasker-Schüler e Georg Trakl.
Die Fackel prendeva di mira la corruzione, i giornalisti e i comportamenti brutali. I suoi "nemici" più noti erano Maximilian Harden, per quanto riguardava lo scandalo Harden-Eulenburg, Moriz Benedikt (proprietario della Neue Freie Presse), Alfred Kerr, Hermann Bahr, Imre Bekessy e Johannes Schober.

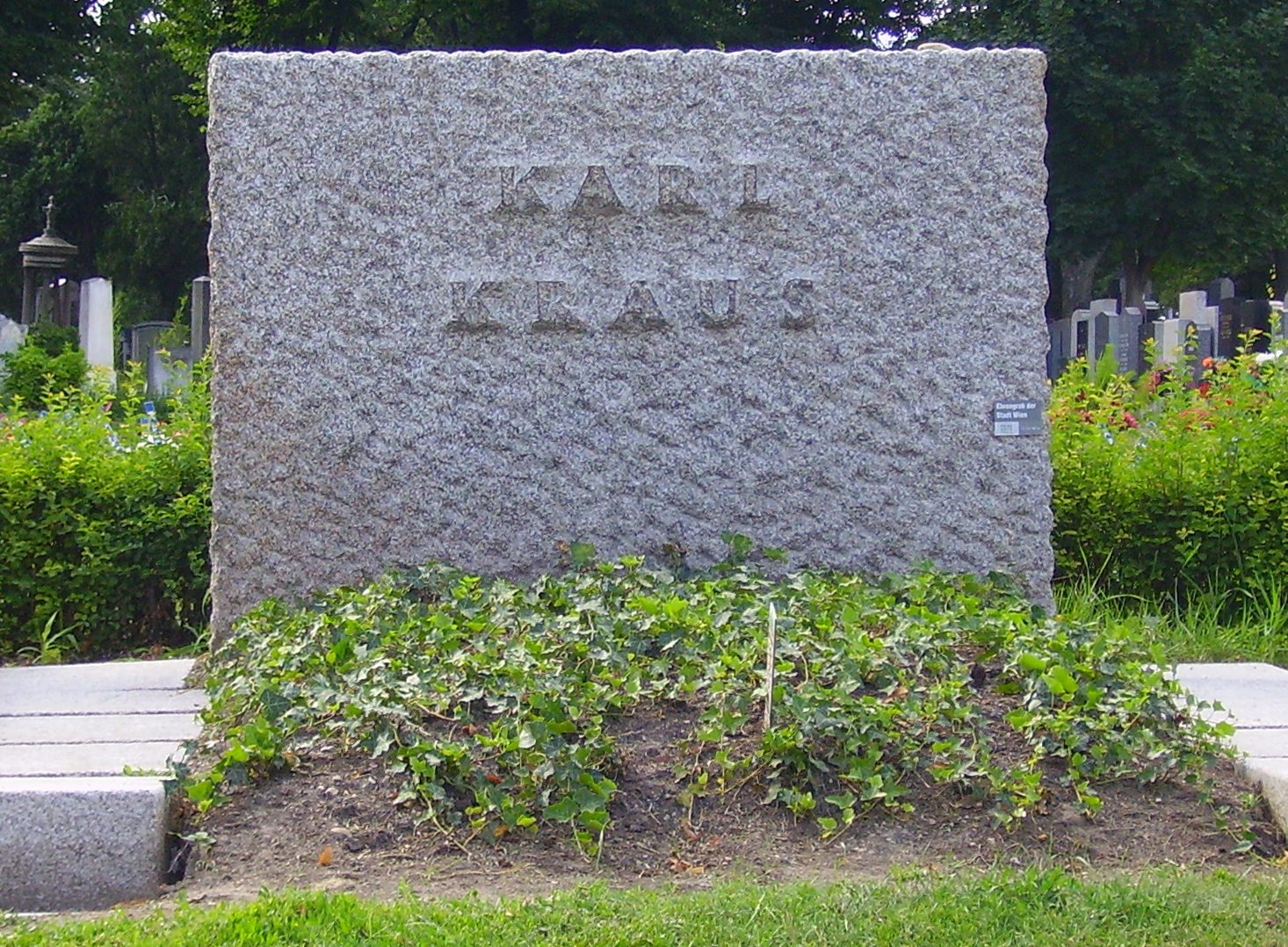
Tomba di Karl Kraus nel cimitero centrale a Vienna

Oltre ai suoi scritti, Kraus effettuò durante la sua carriera numerose conferenze pubbliche, che ebbero un grande seguito, e mise in scena, tra il 1892 e il 1936, circa 700 esibizioni in singola persona; lesse drammi di Bertolt Brecht, Gerhart Hauptmann, Johann Nestroy, Goethe e Shakespeare, e interpretò anche le operette di Jacques Offenbach, accompagnato dal pianoforte e cantando da solo in tutti i ruoli.
Ad esempio Elias Canetti, che seguiva regolarmente le conferenze di Kraus, intitolò il secondo libro della propria autobiografia, composta da tre volumi, Die Fackel im Ohr ("La fiaccola nell'orecchio": traducibile liberamente come "ascoltando cose illuminanti"), sia in riferimento alla rivista sia al suo stesso autore; il libro è stato tradotto in italiano col titolo de Il frutto del fuoco (il capitolo in cui parla di Kraus e della sua rivista si intitola Karl Kraus e Veza).
Raro esempio di opposizione alla guerra tra gli intellettuali europei dell'epoca, in molti ritengono che il capolavoro di Kraus sia la commedia satirica Gli ultimi giorni dell'umanità, che a partire dalla tragedia della prima guerra mondiale arriva ad episodi apocalittici, riportando i commenti dell'ambivalente personaggio, "il Brontolone", e dell'"Ottimista". Kraus iniziò a lavorare all'opera nel 1915 e la pubblicò nella sua forma definitiva nel 1922.
Tra il maggio ed il settembre del 1933 Kraus, sconvolto dalla violenza inaudita del nazismo contro ebrei e oppositori al regime e deluso dall'indecisione e dagli errori della socialdemocrazia, scrisse Die dritte Walpurgisnacht ("La terza notte di Valpurga"), saggio contro la presa di potere di Hitler. Originariamente destinata alla Fackel, e non pubblicata per il timore che l'opera potesse provocare le rappresaglie delle squadre hitleriane su amici e seguaci, La terza notte di Valpurga rimase inedita fino al 1953, quando Heinrich Fischer curò la pubblicazione delle sue opere. Una selezione dei pensieri fondamentali della Terza notte apparve sul numero della Fackel, di ben trecento pagine, che Kraus pubblicò nel giugno del 1934 con il titolo di Warum die Fackel nicht erscheint ("Perché la Fiaccola non appare").
Edward Timms osservò che l'evoluzione di Kraus da conservatore aristocratico a repubblicano democratico determina quelle che possono essere prese per inconsistenze strutturali nel testo, come in una faglia geologica, anche se forse la lettura può essere un'altra.
Kraus non si sposò mai, ma dal 1913 fino a quando morì ebbe una stretta relazione con la baronessa Sidonie Nádherná von Borutín (1885-1950). Nel 1911 venne battezzato come cattolico, ma mantenne sempre una sua corrosiva autonomia di pensiero; abbandonò poi, nel 1923, anche la Chiesa a causa delle sue posizioni molto eterodosse e libere.
Dopo aver previsto, come risulta dagli scritti postumi, la disastrosa e distruttiva parabola del nazismo, Karl Kraus morì a Vienna, dopo esser stato investito da una bicicletta, il 12 giugno del 1936 (due anni prima della temuta annessione dell'Austria al Terzo Reich), a causa di un'embolia cardiaca a seguito dei postumi dell'incidente, all'età di 62 anni.

## Opere
- Die demolierte Literatur ("La Letteratura demolita"), 1897
- Eine Krone für Zion (Una corona per Sion), 1898
- Sittlichkeit und Kriminalität (Morale e criminalità), 1908
- Sprüche und Widersprüche (Detti e contraddetti), 1909
- Die chinesische Mauer (La muraglia cinese), 1910
- Heine und die Folgen (Heine e le conseguenze), 1910
- Pro domo et mundo ("Per me e per il mondo"), 1912
- Nestroy und die Nachwelt, 1913
- Worte in Versen, 1916-30
- Die letzten Tage der Menschheit (Gli ultimi giorni dell'umanità), 1919, 19222
- Weltgericht, 1919
- Nachts (Di notte), 1919
- Untergang der Welt durch schwarze Magie (La fine del mondo per opera della magia nera), 1922
- Literatur, 1921
- Traumstück, 1922
- Wolkenkuckucksheim, 1923
- Traumtheater, 1924
- Epigramme, 1927
- Die Unüberwindlichen. Nachkriegsdrama in vier Akten, 1928
- Literatur und Lüge, 1929
- Shakespeares Sonette, 1933
- Die Sprache, 1937 (postumo)
- Die dritte Walpurgisnacht (La terza notte di Valpurga), 1952 (postumo)

Alcuni dei suoi lavori sono stati ripubblicati negli ultimi anni:
- Die letzten Tage der Menschheit, Bühnenfassung des Autors, 1992 Suhrkamp, ISBN 3-518-22091-8
- Die Sprache, Suhrkamp, ISBN 3-518-37817-1
- Die chinesische Mauer, mit acht Illustrationen von Oskar Kokoschka, 1999, Insel, ISBN 3-458-19199-2
- Aphorismen. Sprüche und Widersprüche. Pro domo et mundo. Nachts, 1986, Suhrkamp, ISBN 3-518-37818-X
- Sittlichkeit und Krimininalität, 1987, Suhrkamp, ISBN 3-518-37811-2
- Dramen. Literatur, Traumstück, Die Unüberwindlichen u.a., 1989, Suhrkamp, ISBN 3-518-37821-X
- Literatur und Lüge, 1999, Suhrkamp, ISBN 3-518-37813-9
- Shakespeares Sonette, Nachdichtung, 1977, Diogenes, ISBN 3-257-20381-0
- Theater der Dichtung mit Bearbeitungen von Shakespeare-Dramen, Suhrkamp 1994, ISBN 3-518-37825-2
- Hüben und Drüben, 1993, Suhrkamp, ISBN 3-518-37828-7
- Die Stunde des Gerichts, 1992, Suhrkamp, ISBN 3-518-37827-9
- Untergang der Welt durch schwarze Magie, 1989, Suhrkamp, ISBN 3-518-37814-7
- Brot und Lüge, 1991, Suhrkamp, ISBN 3-518-37826-0
- Die Katastrophe der Phrasen, 1994, Suhrkamp, ISBN 3-518-37829-5

### Traduzioni italiane
- Detti e contraddetti, a cura di Roberto Calasso, Milano, Adelphi edizioni, 1972, ISBN non esistente, SBN SBL0455747 (Contiene anche: Pro domo et mundo; Di notte).
- Morale e criminalità, introduzione di Cesare Cases, traduzione, cronologia e bibliografia di Bianca Cetti Marinoni, Milano, Biblioteca universale Rizzoli, 1976, ISBN non esistente, SBN SBL0020527.
- Gli ultimi giorni dell'umanità. Tragedia in cinque atti con preludio ed epilogo, 2 voll., edizione italiana a cura di Ernesto Braun e Mario Carpitella con un saggio di Roberto Calasso, Milano, Adelphi edizioni, 1980, ISBN non esistente, SBN BRI0003355.
- Elogio della vita a rovescio, traduzione di Nada Carli, Pordenone, Edizioni Studio Tesi, 1988, ISBN 88-7692-194-X (Contiene la traduzione di Lob der verkehrten Lebensweise e di altri articoli satirici).
- La muraglia cinese, a cura di Paola Sorge, con un saggio di Cesare Cases, Roma, Lucarini, 1989, ISBN 88-7033-305-1.
  -  La muraglia cinese, traduzione di Giovanna Agabio, con illustrazioni di Oskar Kokoschka, postfazione di Friedrich Pfafflin, Milano, Archinto, 2008, ISBN 978-88-7768-492-9.
- La terza notte di Valpurga, a cura di Paola Sorge, prefazione di Italo Alighiero Chiusano, Roma, Lucarini, 1990, ISBN 88-7033-412-0.
- Heine e le conseguenze, traduzione di Roberto Di Vanni, Genova, Graphos, 1993, ISBN non esistente, SBN MIL0313021.
- La fine del mondo per opera della magia nera, a cura di Paola Sorge, Firenze, Shakespeare and Company, 1994, ISBN non esistente, SBN LO10340195 (Contiene anche: Heine e i successori).
- Non c'è niente da ridere. A proposito di giornalisti, esteti, politici, psicologi, stupidi e studiosi, a cura di Simone Buttazzi, postfazione di Irene Fantappiè, Prato, Piano B edizioni, 2012, ISBN 978-88-96665-51-0 (antologia).
- Una corona per Sion. Satira politica, a cura di Vincenzo Pinto, Torino, Free Ebrei, 2015, ISBN 978-88-94032-40-6.

### Bibliografie di studi critici
- O. Kerry, Karl Kraus-Bibliographie, Kosel, München, 1970
- S.P. Scheichl, Kommentierte Auswahlbibliographie zu Karl Kraus, in "text + kritik", München, 1975